# Cyrtophorus verrucosus
Cyrtophorus verrucosus är en skalbaggsart som först beskrevs av Olivier 1795.  Cyrtophorus verrucosus ingår i släktet Cyrtophorus och familjen långhorningar. Inga underarter finns listade i Catalogue of Life.